# Miranda Hobbes
Miranda Hobbes è una delle protagoniste del telefilm Sex and the City, in onda sulla rete americana HBO dal 1998 al 2004. Interpretata da Cynthia Nixon è un personaggio creato da Candace Bushnell, che ha pubblicato l'omonimo romanzo da cui è stata tratta la serie.

## Biografia
Miranda Hobbes, laureata in giurisprudenza presso l'Università di Harvard, è un avvocato di successo ed è fiera di essere una donna in carriera, ma deve sempre fare i conti con una società ancora molto maschilista, inoltre il lavoro le crea diversi problemi con gli uomini, intimoriti dal suo successo (una sera arriva a fingere di essere una hostess affinché un uomo accetti di uscire con lei). Durante la seconda stagione riesce a comprarsi un costoso appartamento tutto suo, in cui vive da sola con la sua gatta Fatty. Miranda ha una visione cinica nei confronti degli uomini e delle relazioni, a causa anche di diverse delusioni amorose; è una donna tenace e concreta, non si apre facilmente, mascherando la sua vulnerabilità sotto una facciata di cinismo. La sua bravura le consente, dopo la dura gavetta, di diventare socia dello studio legale dove lavora.
Nel secondo film, nonostante la sua vita privata non abbia mai interferito con il lavoro, decide di licenziarsi quando il suo capo non le consente di gestire i propri orari e cerca uno studio dove avere dei ritmi decisi da lei.
Prima che restasse incinta e in quanto single sopra i trenta il suo capo (ma anche i suoi colleghi) era convinto fosse lesbica e le ha presentato un'amica.
Ha conosciuto Carrie da Bloomingdale's, quando Carrie l'ha sentita piangere in camerino e l'ha consolata.

### Carattere
Miranda ha un carattere forte ed autoritario, è poco romantica e affettiva, sente di non avere un grande senso materno ma si ricrederà quando nascerà il piccolo Brady e dovrà trovare un nuovo equilibrio. L'assenza di tempo per le faccende domestiche a causa dell'incessante lavoro è sopperita da Magda, la sua fidata colf. Adora una soap opera immaginaria chiamata "Jules e Mimì" che registra con un TiVo ed è molto golosa, soprattutto di dolci (per quanto sia una cuoca incapace).
Il successo di Miranda e la sua indipendenza sono a volte un ostacolo nelle relazioni con gli uomini, di cui è estremamente diffidente. Solo Steve, barista di cui si innamora nel corso della seconda stagione, riesce a farla aprire e a farle riacquisire fiducia nell'altro sesso. La misandria che la contraddistingue nelle prime stagioni viene progressivamente alleggerita, soprattutto quando nasce suo figlio Brady.

## Il rapporto con le amiche
Miranda è probabilmente l'amica più intima di Carrie, con cui divide le sue confidenze e a cui fornisce saggi per quanto schietti giudizi. Con Charlotte discute spesso, poiché le due donne hanno una visione opposta dell'amore: Miranda vuole mantenere la sua posizione e il suo lavoro, mentre per Charlotte il traguardo finale è il matrimonio, e quando questa decide, dopo essersi sposata, di lasciare il suo lavoro, Miranda la critica aspramente. Tra le amiche è quella che ha sempre diffidato di Big e dei suoi comportamenti nei confronti di Carrie.

## L'amore secondo Miranda
All'inizio della serie Miranda appare molto chiusa e critica nei confronti degli uomini: si accanisce soprattutto contro Skipper, un amico di Carrie, il cui comportamento non viene tollerato da Miranda (per i suoi gusti è troppo romantico e sensibile, quasi sdolcinato). La sua fortuna nel lavoro non va però di pari passo con quella in amore: si innamora di Steve, ma i due si lasciano perché poco compatibili e con ritmi di vita diversi, rimanendo comunque sempre legati da un sentimento profondo; inoltre Miranda non capisce la mancanza di ambizioni di Steve. In uno dei loro brevi riavvicinamenti Miranda rimane incinta e decide di allevare il figlio da sola. Dopo una serie di alti e bassi e dopo aver capito di amare davvero Steve i due si sposano.
Nel corso della serie Miranda diventa meno cinica di quanto fosse all'inizio, ma mantiene sempre la sua vena di sarcasmo (Carrie la definisce "il mio cinico punto di riferimento") e di antiromanticismo: quando infatti decide di sposarsi con Steve, unico uomo che abbia veramente mai amato, lo fa con abiti scuri e in un parco in ristrutturazione. Nel corso dell'ultima serie, lascia l'Upper West Side per Brooklyn, non senza soffrire, ma accorgendosi che ora ha una famiglia, e deve fare ciò che è meglio per tutti: Steve, Brady, Magda, Fatty (il gatto) e Scout (il cane).

## Curiosità
- Cynthia Nixon è bionda, ma per interpretare il ruolo di Miranda ha dovuto tingersi i capelli di rosso.